# Gąsawy Plebańskie (przystanek kolejowy)
Gąsawy Plebańskie – przystanek kolejowy zlokalizowany w Gąsawach Plebańskich w gminie Jastrząb w powiecie szydłowieckim w województwie mazowieckim. Obecnie zatrzymują się na nim wyłącznie pociągi osobowe Kolei Mazowieckich relacji Skarżysko-Kamienna - Radom.
Przystanek powstał pomiędzy 1984 a 1985 rokiem.

## Ruch pasażerski[2]
| Rok  | Wymiana pasażerska na dobę |
| ---- | -------------------------- |
| 2017 | 50-99                      |
| 2018 | 50-99                      |
| 2019 | 100-149                    |
| 2020 | 50-99                      |
| 2021 | 50-99                      |
| 2022 | 100-199                    |
| 2023 | 150-199                    |